# 清新时报
《清新时报》（以下简称《清新》）创刊于2002年11月8日，由清华大学新闻与传播学院主管，由清新时报报社主办，目前已出版172期。《清新》每期发行量超过六千份，拥有包括清华校方、各院系领导和老师在内的五百多名VIP高端读者，是清华校园内发行量最大、最有影响力的学生媒体之一。目前，清新时报还在努力向微博、微信、博客、人人等新媒体平台发展。在2014年12月13日于南京举办的中国大学生第一届新媒体峰会上，《清新》获得最佳校园新闻奖和优秀公共服务奖。报头由时任清华大学新闻与传播学院院长的范敬宜题写。

## 报纸定位
在十余年的探索与反思中，《清新》立足校园，关注社会，逐渐形成了以“校园观察家”为核心的定位和办报风格。

## 组织架构
在组织结构上，《清新》实行总编、社长二元管理体制，采编业务与经营管理分离。

### 编务部门

#### 新闻中心
- 专题部：实时跟踪校园新闻热点。
- 深度报道部：挖掘清华实务背后的深刻逻辑。“清华学堂培养计划”、“网费改革”系列报道影响广泛，部分报道曾被《人民日报》、《中国青年报》转载。

#### 副刊中心
- 评论部：通过长评、短评、微评、漫画等形式展开对校园到世界范围内时事热点的评论。撰写栏目包括评论版、国际版、零点微评、海外来鸿等。

## 历代改革
《清新》先后经历四次较大规模地改版。创刊时，报纸是八版的月报，共出版五期报纸。2003年11月第一次改版，成为四版双周报；2005年12月第二次改版，成为八版双周报；2008年11月第三次改版，成为十二版双周报，并分为A、B、C三叠；2010年11月，第四次改版，成为八版周报，分为A、B两叠，每周一出版发行。

## 历任骨干
- 1999级：筹备小组组长邢广利、总编王叙虹、副总编尹丽娟
- 2000级：社长张杨、总编刘蓁
- 2001级：总编姜琳
- 2002级：社长张祎垚、总编彭晓明
- 2003级：总编徐博、社长李强（曾撰写《乡村八记》）、总编王丹青、副社长鞠焕宗
- 2004级：副总编王雪、副总编彭飞燕、副社长李雪、副社长周琴
- 2005级：总编周劼人、执行总编郭曼桐、社长邹圣兰
- 2006级：总编袁梦晨、执行总编陈欢、副总编刘梦泽、副总编曾福泉、社长王涵咏、副总编李思佳
- 2007级：总编李燕茜、执行总编陈琴、社长揭晓蒙、副总编蒋雪婕、副总编邓喆、社长徐文擎
- 2009级：总编张晔、执行总编张晏慧
- 2010级：总编郭宋立、执行总编杨洁
- 2011级：总编孙梦璠、执行总编杨臻臻、副总编倪慧柳倩、副总编唐琪；社长程文青、副社长施文荻